# Bergslagskamin

Ein Bergslagskamin mit dem typischen Rauchgasrohr

Der Bergslagskamin ist ein zylindrischer Ofentyp aus dickem Gusseisen, der seit dem 17. Jahrhundert hergestellt wird. Die Bezeichnung als „Kamin“ entspricht wegen des nicht sichtbaren Feuers nicht dem heutigen allgemeinen Sprachgebrauch.
Der Name kommt von der schwedischen historischen Provinz Bergslagen, in der auch die meisten Öfen dieses Typs hergestellt wurden. Heute kann man dort immer noch eine Vielzahl funktionierender Exemplare vorfinden, die zwischen 100 und 150 Jahre alt sind. Der älteste datierte Bergslagskamin stammt aus dem Jahr 1675. Carl von Linné beschrieb in seiner Västgöta-Reise 1746, dass er im Ort Brattforshyttan eine große Anzahl von „runden Eisenkachelöfen“ vorgefunden habe. Die Bergslagskamine wurden oft in kleinen, lokalen Eisenhütten hergestellt und deren Gusstechnik glich der von Kanonenrohren. Es wird vermutet, dass der Bergslagskamin der älteste, noch im praktischen Gebrauch befindliche gusseiserne Ofen der Welt ist.
Typisch für den Bergslagskamin ist, abgesehen von der runden Form, das doppelt gewinkelte Rauchgasrohr, das ebenfalls aus kräftigem Gusseisen hergestellt wurde. Dadurch haben die Rauchgase einen längeren Weg zum Schornstein und das erwärmte Rauchgasrohr trägt so zur zusätzlichen Beheizung der Wohnung bei, eine einfache Methode zur Erhöhung der Effektivität.
Die Funktion dieses Ofens ist einfach. Im zylindrischen Feuerungsraum wird ausschließlich trockenes Holz verbrannt. Es gibt weder einen Rost noch einen Aschekasten. Die große, eiserne Ofentür ermöglicht auch das Verheizen von recht großen Holzscheiten. Sie hat eine kleine Zuluftöffnung, der Schornstein eine Drosselklappe, weitere Regulierungsmöglichkeiten gibt es nicht. Dennoch ist der Bergslagskamin wegen seiner Geschlossenheit recht effektiv. Messungen haben ergeben, dass die Verbrennung von 5 kg Holz während einer Stunde ca. 7.000 Watt Heizeffekt ergeben, das entspricht einem Wirkungsgrad von 60 bis 65 %. Die Rauchgase haben die niedrige Temperatur von ca. 180 °C und das dickwandige Gusseisen trägt zu einer gewissen Speicherung der Wärme bei. Auch nach dem Erlöschen des Feuers gab der Kamin noch einige Zeit Wärme ab. Ein Bergslagskamin wiegt mit Rauchgasrohr etwa 250–300 kg.